# Émile Lambin
Pour les articles homonymes, voir Lambin.
Émile Lambin, né le 18 décembre 1835 à Paris et mort à Clamart le 29 septembre 1901, est un historien et archéologue français. Il fut commissaire de police.

## Biographie
Émile Lambin commence sa carrière comme Commissaire de police de la ville de Paris avant de devenir professeur d'histoire et d'archéologie nationale à l'Institut populaire du Trocadéro. Associé correspondant de la Société des antiquaires de France, il devient membre en 1899 de Société archéologique de Soissons.

## Publications
- 1867 : Percy, chirurgien en chef de la Grande armée
- 1867 : François-Joseph Ier, empereur d'Autriche, roi de Hongrie et de Bohême
- 1867 : Réparation historique : hommage à la chirurgie militaire
- 1869 : Moreau, général en chef des armées de la République
- 1873 : Origine de St-Maur-des-Fossés
- 1878 : Ajax, étude grecque
- 1880 : Duguesclin
- 1886 : Notre-Dame d'Amiens
- 1890 : Les Textes de la Bible, cours professés au Collège de France par Ernest Renan, recueillis et publiés par Émile Lambin
- 1893 : La Flore gothique
- 1895 : La Statuaire des grandes cathédrales de France, ouvrage illustré de onze eaux-fortes de Georges Garen, d'après les documents officiels communiqués par la direction des cultes
- 1896 : Les églises des environs de Paris étudiées au point de vue de la Flore ornementale
- 1896 : Histoire de France. La Gaule primitive
- 1897 : La Flore des grandes cathédrales de France
- 1898 : Les églises de l'Ile-de-France
- 1899 : Les Francs-maçons du moyen âge
- 1899 : La Cathédrale et la forêt, communication faite à la Société archéologique de Soissons dans la séance du 5 juin 1899
- 1900 : La Flore de la cathédrale de Meaux
- 1901 : La Cathédrale de Cologne
- 1902 : La fête de l'âne